# Armour Futebol Clube
O Armour Futebol Clube é um clube brasileiro de futebol, da cidade de Santana do Livramento, no estado do Rio Grande do Sul Criado em 17 de junho de 1917 e suas cores são celeste e branco. 

## História
O Armour Futebol Clube foi fundado por funcionários do Frigorífico Swift Armour, empresa norte-americana no Bairro Industrial do Armour. Em 1980 conquistou a Segunda Divisão estadual de forma invicta e com isso a promoção para a Primeira Divisão do Gauchão em 1981. Com o título, o frigorífico Armour juntamente com parcerias entre o 7º RC MEC (Exército) e Prefeitura da cidade fizeram um mutirão e o estádio Miguel Copatti foi reformado desde o gramado até vestiários e arquibancadas, há quem diga que sua iluminação era a melhor do interior do estado.
Fez uma partida memorável contra o Grêmio, cujo resultado foi um empate de 1 x 1, com gols de Leopoldo, pelo Armour e Tarciso, pelo Grêmio. Pelo tricolor porto-alegrense jogavam Hugo de León e Emerson Leão. Renato Portaluppi jogou a preliminar, defendendo os juniores do Grêmio. Mas Fez uma campanha fraca e acabou rebaixado para a segunda divisão.
Após seu rebaixamento, foram poucas as tentativas do clube de se manter vivo pois era dependente do frigorífico Swift Armour, onde os jogadores trabalhavam e recebiam alojamento (vila do frigorífico). 
Em 1986, encerrou as atividades. O Armour só foi reabrir as portas em 2012 graças ao empenho do presidente da época Aimoré Belmonte. Em 2014, após 29 anos sem disputar nenhuma competição profissional, o time voltou aos gramados através das suas categorias de base, que até hoje representam o clube.

## Títulos
| Estadual          | Estadual                                     | Estadual | Estadual                                 |
|                   | Competição                                   | Títulos  | Temporadas                               |
| ----------------- | -------------------------------------------- | -------- | ---------------------------------------- |
| Rio Grande do Sul | Campeonato Gaúcho - 2ª Divisão               | 1        | 1980                                     |
| Municipal         |                                              |          |                                          |
|                   | Competição                                   | Títulos  | Temporadas                               |
|                   | Campeonato Citadino de Santana do Livramento | 7        | 1942, 1954, 1968, 1969, 1970, 1971, 1980 |

## Campanhas
| Armour Futebol Clube           | Armour Futebol Clube | Armour Futebol Clube | Armour Futebol Clube | Armour Futebol Clube |
| Torneio                        | Campeão              | Vice-campeão         | Terceiro colocado    | Participações        |
| ------------------------------ | -------------------- | -------------------- | -------------------- | -------------------- |
| Campeonato Gaúcho - 1ª Divisão | 0 (não possui)       | 0 (não possui)       | 1 (1942)             | 4                    |
| Campeonato Gaúcho - 2ª Divisão | 1 (1980)             | 1 (1975)             | 0 (não possui)       | 9                    |
| Campeonato Gaúcho - 3ª Divisão | 0 (não possui)       | 0 (não possui)       | 1 (1968)             | 3                    |